# Jan II van Waesberghe

van Waesberghe : In zilver, bezaaid met blokjes van sabel, een leeuw van hetzelfde; gekroond, geklauwd en getongd van goud.

Jan II van Waesberghe (Antwerpen, 1556- Rotterdam, 25 mei 1626) was stadsdrukker te Rotterdam. Hij behoort tot de belangrijkste typografen en de uitgevers in de eerste decennia van de zeventiende eeuw. Zijn graf is nog steeds aanwezig in het Hooge Koor van de Grote Kerk te Rotterdam. Zijn naam wordt ook vermeld als Jan de jonge van Waesberghe, Jan II van Waesberghen, Jan van Waesbergen, Jan van Waasbergen, Jan van Waasberge, Jan van Waasberghen, Johannes van Waesberghe, Johannes van Waesberghen, Johannes van Waesberge, Johannes van Waesbergen etc. 

## Biografie
Jan II van Waesberghe was een zoon van Jan van Waesberghe ook wel Jan I van Waesberghe en Elisabeth Roelandts.
Jan II trouwde tweemaal, eerst met Marguerite van Bracht en daarna met Catherine du Pire. Hij had in totaal 19 kinderen.
In 1587 was hij naar Rotterdam gevlucht voor de vervolgingen tegen protestanten in Vlaanderen. 
In Rotterdam aangekomen werd hij stadsdrukker en drukker van de Admiraliteit van de Maze. In het jaar 1577 was hij als vrijmeesterzone, in de Boekverkopershandel reeds in het Sint Lucasgilde opgenomen. Jan maakte vooral naam met zijn schoolboeken. Hij onderhield contacten met zijn drukkerslandgenoten zoals de Elseviers in Leiden, Richard Schilders in Middelburg en Isaac Canin in Dordrecht en betrok zijn lettermateriaal bij vader en zoon Thomas de Vechter. 
Uit een rekest van 1699 van Abraham van Waesberghe aan de magistraat blijkt dat het ambt van stadsdrukker meer dan honderd jaar in handen van zijn familie was. Dat Rotterdam het belangrijkste centrum van de Republiek was voor de productie van schoolboeken, was voor een groot deel te danken aan de Van Waesberghes.

## Verwantschap met andere boekdrukkersfamilies
Abraham Elsevier was een van de schoonzoons van Jan II en was gehuwd met zijn dochter Catharina van Waesberghe. Een andere dochter Marguerite van Waesberghe trouwde met David van Hoogenhuysen en was de moeder van de bekende boekdrukker Andries van Hoogenhuysen.
Jan II had drie zonen die allen waren geboren en overleden in Rotterdam: Jan III (Jan de Jonghe) van Waesberghe, Pieter en Isaac. Zij waren tevens allen boekdrukkers. 
Johannes van Waesberghe een zoon van Jan III was de opvolger van de bekende drukker  Johannes Janssonius.